# Les Chaises musicales
Pour plus de détails, voir Fiche technique et Distribution.
Les Chaises musicales est une comédie dramatique française réalisée par Marie Belhomme et sortie en 2015.

## Synopsis
En Bretagne, une jeune musicienne fantasque et maladroite provoque un accident qui envoie un homme dans le coma. Peu à peu, à force de vouloir en savoir plus sur lui, elle va s'installer dans sa vie et même en tomber amoureuse...

## Fiche technique
- Titre : Les Chaises musicales
- Réalisation : Marie Belhomme
- Scénario : Marie Belhomme et Michel Leclerc
- Photographie : Pénélope Pourriat
- Montage : Sébastien de Sainte Croix et Matthieu Ruyssen
- Décors : Philippe van Herwijnen
- Costumes : Nathalie Chesnais
- Musique : Alexis HK
- Producteur : Agnès Vallée et Emmanuel Barraux
- Société de production : 31 Juin Films et France 3 Cinéma, en association avec Indéfilms 3
- Distributeur : BAC Films
- Pays d'origine :  France
- Genre : comédie dramatique
- Durée : 83 minutes
- Date de sortie :
  -  France : 29 juillet 2015

## Distribution
- Isabelle Carré : Perrine
- Carmen Maura : Lucie
- Philippe Rebbot : Fabrice
- Nina Meurisse : Solène
- Laurent Quere : Manu
- Arnaud Duléry : le vendeur de l'épicerie
- Emmanuelle Hiron : l'ex de Fabrice

## Lieux de tournage
Le tournage a eu lieu en Ille-et-Vilaine notamment entre Bourgbarré, Ercé-près-Liffré, Saint-Aubin du Cormier et Rennes.